# Entelognathus primordialis
Entelognathus primordialis ("mandíbula completa primordial") es una especie de un pez acorazado (placodermo), de unos 20 cm de longitud que vivió hace 419 millones de años, a finales del Silúrico en los mares de la actual China, es el segundo vertebrado más antiguo con una mandíbula compleja de aspecto moderno.
Tenía una armadura que cubría su cuerpo por completo y estaba dotado de una mandíbula sin dientes, pero, sorprendentemente, esta es muy diferente a las placas sencillas que caracterizan al resto sus congéneres y mucho más parecida a la «sonrisa» de los peces óseos.
Este hallazgo pone en tela de juicio toda la evolución de los vertebrados, incluidos los seres humanos, pues hay una seria posibilidad de que el rostro huesudo de los vertebrados modernos se originó en los antepasados de E. primordialis. Esto significa que los seres humanos se parecen más el último ancestro común de los vertebrados con mandíbulas de lo que pensábamos y además, que los tiburones serían menos primitivos de lo que los paleontólogos habían creído, habiendo eliminado los huesos como una adaptación.
El análisis filogenético coloca esta especie en la parte superior del grupo madre Gnathostomata pero no resuelve plenamente sus relaciones con otros placodermos. Los resultados sugieren además que el último ancestro común de los condrictios y teleósteos tenía un esqueleto dérmico macromérico.